# Pierre Nicolas Camille Jacquelin Du Val
Pierre Nicolas Camille Jacquelin Du Val, nat a Prada (Conflent, Catalunya del Nord) el 9 de juliol del 1828 i mort a Clamart (Seine) el 5 de juliol del 1862, fou un entomòleg català.

## Contribucions
Va definir:
- la família dels Byturidae, el 1858.
- diversos gèneres, sobretot Aubeonymus (Curculioninae) el 1855, Barypeithes (Curculionidae) el 1854.

## Publicacions
És l'autor d'una obra clàssica en el camp de l'entomologia: Manuel entomologique. Genera des coléoptères d'Europe, comprenant leur classification en familles naturelles, la description de tous les genres, des tableaux dichotomiques destinés à faciliter l'étude, le catalogue de toutes les espèces, de nombreux dessins au trait de caractères et plus de treize cents types représentant un ou plusieurs insectes de chaque genre, dessinés et peints d'après nature avec le plus grand soin. Paris, chez A. Deyrolle, naturaliste, 1857-1864 [-1868 per al Catàleg]. 4 vol. in-8° (18 x 27,8). Publicat primer per Jules Migneaux, després per Achille Deyrolle, i el tom 4 per Émile Deyrolle (fill d'Achille).
- Tom premier : (viii) + CCLXXVI (introducció) + 140 (text) + 52 (catàleg) p. i XV + 43 = 58 pl., de les quals 10 en negre, 1 en negre i bistre, i 47 acolorits (1857).

- Tom segon (el mot dicotòmics és reemplaçat per sinòptics): (iv) + 288 p. (text) + p. 53-124 (catàleg) i 67 pl. acolorides (1857-1859).

- Tom tercer (… continuat per M. L. Fairmaire […] et plus de quinze cents types…): (iv) + 464 p. (text) + p. 125-200 (catàleg) i 100 pl. acolorides (1859-1863).

- Tom quart (… et près de seize cents types… Chez Deyrolle fils…): (viii) + 295 p. + p. 201-284 (catàleg) i 77 pl. acolorides (1868).

Obra distribuïda en 144 lliuraments, publicats primer «chez les auteurs», i.e. par Migneaux, i a partir del 1854, per Deyrolle. El preu de cada lliurament era d'1 fr 75. Hi havia també fascicles intermedis enquadernats agrupant diversos lliuraments. Per exemple, el tom 4 està compost per 3 fascicles, dels quals el primer (datat el 1854) conté la part dels Curculiònids (text i 30 planxes), precedit d'un «Avertissement» de Jacquelin Du Val (datat el 15 de gener del 1854), que no va pas ser reprès a l'edició definitiva. L'obra completa, relligada en tela anglesa, costava 275 fr. Jacquelin Du Val no el va poder acabar, i fou acabat per Léon Fairmaire (1820-1906). Les cèlebres planxes, que constituïen el punt fort de l'obra, foren dibuixats i pintats per Jules Migneaux (1825-1898), un dels darrers representants de la tradició francesa dels pintors miniaturistes, amb la col·laboració de la seva muller en l'aplicació dels colors. Migneaux tampoc no va acabar la feina, que fou acabada per Théophile Deyrolle (1844-1923), fill d'Achille (1813-1865) i germà d'Émile (1838-1917). Les 290 planxes acolorides de la part sistemàtica representen cadascuna els hàbits de 5 espècies (en total, 1450 espècies figurades), més dibuixos esquemàtics que representen diversos detalls morfològics.
A més d'aquesta gran obra, Jacquelin Du Val va publicar unes Glanures entomologiques (en dos lliuraments, 1859 i 1860) consagrats a diversos punts de sistemàtica dels coleòpters.